# Prix Paul-Flat
Le prix Paul-Flat, de la fondation du même nom, est un ancien prix annuel de littérature, créé en 1919 par l'Académie française et « attribué au meilleur ouvrage de critique et au meilleur roman publié par un jeune écrivain entre trente et quarante ans ».

## Biographie de Paul Flat
Paul Charles Louis Flat est un essayiste et romancier français né à Paris dans le 1er arrondissement le 11 avril 1864 et mort le 27 mars 1918 dans le 16e arrondissement de la même ville.
Il fut critique d'art et critique dramatique à la Revue bleue, et éditeur français de La Revue scientifique (Revue rose) de 1908 à 1912.

## Liste des lauréats

### Années 1920
- 1922 : 
  - Maurice Brillant pour Les années d’apprentissage de Sylvain Briollet
  - Émile Magne pour La jeunesse de Tallemant des Réaux
- 1923 : 
  - André Maurois
  - Julien Ochsé (1874-1936)
- 1924 : 
  - Joseph Kessel pour L’Équipage
  - Ibrovac Miodrag (1885-1976) pour José Maria de Heredia
- 1925 : 
  - Pierre Audiat (1891-1961) pour La biographie de l’œuvre littéraire
  - Louis Martin-Chauffier pour L’Épervier
- 1926 : Martial Piéchaud pour Vallée heureuse
- 1927 : 
  - Henry Petiot, dit Daniel-Rops pour Notre inquiétude
  - André Lamandé pour Les enfants du siècle
- 1928 : 
  - Alexandre Arnaoutovitch (1888-1982) pour Henry Becque
  - Julien Green pour Adrienne Mesurat
- 1929 : 
  - Paule Régnier pour Heureuse faute
  - Auguste Viatte pour Les sources occultes du romantisme

### Années 1930
- 1930 : 
  - André Berge pour L’Esprit de la littérature moderne
  - Marc Chadourne pour Vasco
- 1931 : 
  - Maurice Genevoix pour Rroû
  - Georges Izard, Emmanuel Mounier et Marcel Péguy (1898-1972) pour La pensée de Charles Péguy
- 1932 : 
  - Serge-Simon Held pour La mort du fer
  - Pierre Moreau pour Classicisme des romantiques
- 1933 : 
  - M. Le Dantec pour l'ensemble de ses ouvrages de critique
  - Édouard Peisson pour Parti de Liverpool
- 1934 : 
  - Georges Manue (1901-1980) pour Le Hakem au burnous bleu
  - André Rousseaux pour L'art d'être européen
- 1935 : 
  - Robert Brasillach pour l'ensemble de ses ouvrages de critique
  - Bernard Nabonne pour À la Gasconne
- 1936 : Henri Guillemin pour Le Jocelyn de Lamartine
- 1937 : 
  - Jacqueline Marenis (1909-2002) pour Tout l'or du monde
  - Robert Minder pour Un poète romantique allemand Ludwig Tieck
- 1938 : 
  - André Rolland de Renéville pour L'expérience poétique
  - Mlle Luce Laurand (1907-1993) pour Ma sœur Isabelle
- 1939 : 
  - Paul Arrighi pour Le Vérisme
  - Elie Rabourdin

### Années 1940
- 1940 : Claire-Éliane Engel pour Figures et aventures du XVIIIe siècle
- 1941 : 
  - Clément Richer (1914-1971) pour Le dernier voyage de Pembroke
  - Mlle Mag. Vincelo (1905-....) pour La Rosée blanche
- 1942 : 
  - Christian Mégret pour Jacques
  - Roger Secrétain pour Péguy soldat de la vérité
- 1943 : Henry Champly (1894-1967) pour Escale 13
- 1944 : Gabrielle Cabrini pour La Résurrection des morts
- 1945 : Renée Dalby pour Dissonances
- 1946 : Yvonne Jannin pour La ferme du poirier Grillot
- 1947 : Jacques Suffel pour Anatole France
- 1948 : Clément Richer (1914-1971) pour La croisière de la "Priscilla"
- 1949 : Jacques-Henry Bornecque pour l'Édition critique du Petit Chose, d'Alphonse Daudet

### Années 1950
- 1950 : 
  - Jean Busson pour Cheik-el-Baroud
  - Madeleine Fugairon (d) pour Cavalier seul
- 1951 : Marc Blancpain
- 1952 : 
  - Jean-Albert Boucher pour Vers luisants
  - Mme George-Day pour l'ensemble de son œuvre
  - François Nourissier pour L’eau grise
  - Henriette Saint-Amant pour Catherine et moi
- 1953 : R.-M. Albarés pour Velléda
- 1954 : Suzanne Giraud pour Résonances
- 1955 : Philippe Saint-Gil (1923-2009) pour La meilleure part
- 1956 : Marguerite Castillon du Perron pour Laure ou la prison du silence
- 1957 : Jacqueline Moreau pour La sorcière reçoit la nuit
- 1958 : Christiane Reynié pour Le Seuil de cristal
- 1959 : Jacques Brosse pour L’Ordre des choses

### Années 1960
- 1961 : 
  - Solange Fasquelle pour Le Congrès d’Aix
  - Jean-Jacques Thierry pour La tentation du cardinal
- 1962 : Marcelle Maurette pour Ensemble de son œuvre
- 1963 : Jean Chatenet pour Comicos ou l’envers du décor
- 1964 : Jean Richier pour Nerval, expérience et création
- 1965 : Michel Bernard pour Une grande prairie
- 1966 : Yves Florenne (d) pour Lettres de Diderot à Sophie Volland
- 1967 : Christian Giudicelli pour Le jeune homme à la licorne
- 1968 : 
  - Jean-Pierre Abraham pour Armen
  - Mohammed Dib pour La Danse du roi

### Années 1970
- 1971 : Paul Wagner pour Graine d’Ortie
- 1972 : 
  - Claude Cailleau (1936-....) pour Stef et les goélands
  - Christian Charrière pour L’Enclave
- 1973 : 
  - Jean-Luc Benoziglio pour Quelqu’un bis est mort
  - Pierre Mertens pour La fête des anciens
- 1974 : 
  - Mohammed Dib pour Le maître de la chasse
  - Saint-Paulien pour Le lion mauve
- 1975 : 
  - Claude Menuet pseudonyme de Robert Massin pour Le Pensionnaire
  - Frédéric Jacques Temple pour Les Eaux mortes
- 1976 : Jacques Brenner pour L’armoire aux poisons
- 1977 : 
  - Jean David pour L’Effraction
  - Paule Jacquet pour Tous les ors du monde
- 1978 : Pierre de Calan pour Côme, ou le désir de Dieu
- 1979 : Bernard Simiot pour Moi, Zénobie, Reine de Palmyre

### Années 1980
- 1980 : 
  - Alexandre Astruc pour Quand la chouette s’envole
  - François Debré pour Le Livre des Égarés
  - Yves Michalon pour Le pousse-caillou
- 1982 : 
  - Jacques-Pierre Amette pour Jeunesse dans une ville normande
  - Odile Marcel (1946-....) pour L’Amazonie
- 1983 : 
  - Claire Dumas pour Une femme perdue
  - Bruno Racine pour Le Gouverneur de Morée
- 1984 : René Swennen pour Palais-Royal
- 1985 : Didier Martin pour L’amour dérangé
- 1986 : François Weyergans pour La Vie d’un bébé
- 1987 : 
  - Henri Froment-Meurice pour Une éducation politique
  - Amin Maalouf pour Léon l'Africain
- 1988 : Gilles Pudlowski pour Le voyage de Clémence
- 1989 : François Sureau pour La Corruption du siècle